# 19大道／蒙特貝羅站
19大道/蒙特貝羅站（英語：19th Avenue/Montebello station），是一個位於美國亞利桑那州鳳凰城鳳凰城輕鐵的車站。

## 車站設計
19大道/蒙特貝羅站的兩個月台設於路中心，以島式月台設計興建。為方便需要駕車到車站的乘客，公共交通局在車站附近設立免費停車場。停車場內有794個車位。

## 鄰近地標
- 基斯鎮光譜商場（英語：Christown Spectrum Mall）

## 站內藝術
鳳凰城輕鐵的每一個車站內都會加入一些藝術元素。此站的站內藝術是由藝術家Bob Adams設計的。他為車站安裝多塊鐵濾網。濾網被刷上不同顏色的油。乘客和路人見到濾網時將會見到空間混疊的現象。

## 接駁交通
| 普通巴士 | 普通巴士 | 普通巴士 |
| -------- | -------- | -------- |
| 15號     | 19號     | 60號     |
| 特快巴士 |          |          |
| 575號    |          |          |

## 外部連結
- 輕鐵／鳳凰城市路線圖 （英文）